# Frogn
Frogn és un municipi situat al comtat d'Akershus, Noruega. Té 15.695 habitants (2016) i té una superfície de 86 km². El centre administratiu del municipi és el poble de Drøbak.
Frogn es troba a la part sud de la península entre el fiord d'Oslo i el Bunnefjorden. Limita amb Nesodden, Ås i Vestby.

## Ciutats agermanades
Frogn manté una relació d'agermanament amb les següents localitats:
- - Åmål, Comtat de Västra Götaland, Suècia
- - Loimaa, Länsi-Suomi, Finlàndia
- - Türi, Comtat de Järva, Estònia